# Gertruda Kilos
Gertruda Kilos-Czorny, powszechnie Kilosówna (ur. 9 lutego 1913 w Rudzie, zm. 4 grudnia 1938 w Krakowie) – polska lekkoatletka, specjalizująca się w biegach średnich.

## Życiorys
Była córką Tomasza i Antoniny Kiel. Od początku wykazywała nieprzeciętny talent do biegania. Ze sportem zetknęła się po raz pierwszy w wieku 13 lat i już rok później została mistrzynią oraz 2-krotną rekordzistką Polski w biegu na 1000 m. W 1927 ustanowiła również pierwszy rekord Polski w biegu na 800 m - 2:34.2.
W 1928 w wieku 15 lat wystąpiła w Igrzyskach Olimpijskich w Amsterdamie, wchodząc do finału biegu na 800 m i zajmując w nim 8. miejsce (2:33.6). Dwa lata później podczas III Światowych Igrzysk Kobiecych w Pradze zajęła w finale 800 m doskonałą 4. lokatę z nowym rekordem Polski (2:26.8). Rok później zakończyła karierę sportową.
Podczas kilkuletniej przygody z lekkoatletyką zdobyła 4 tytuły mistrzyni Polski (800 m - 1928, 1931; 1000 m - 1927, sztafeta 4 x 200 m - 1928) i była 8-krotną rekordzistką kraju (3 razy na 800 m do 2:26.8 w 1930 r., 2 razy na 1000 m do 3:22.3 w 1927 r. i 3 razy w sztafetach).
Reprezentowała kluby: Roździeń Szopienice (1926–1928), KPW Katowice (1929-1930), Pogoń Katowice (1931). 5 razy wystąpiła w meczach międzypaństwowych (1927-1931), odnosząc 2 zwycięstwa indywidualne. Wynik z igrzysk w Pradze dał jej w 1930 r. 9. miejsce na listach światowych.
Wyszła za mąż za Henryka Czornego. Zmarła 4 grudnia 1938 na raka krtani.